# 東春高等学校
東春高等学校（とうしゅんこうとうがっこう）は、かつて愛知県東春日井郡篠岡村下末にあった日本の私立高等学校である。

## 概要
- 学校法人日本厚生学園により運営されていた日本の私立高等学校であり、日本女子歯科医学専門学校および後に併設された中部短期大学とは姉妹校となっていた[3]。
- 設置学科は農業科のみ[1]。
- 設立は1949年[1]。
- 設立時の生徒数は記録上、男子わずか8人、女子の在校生なし[1]。

## 経営母体
- 学校法人日本厚生学園

## 設置学科
- 農業科[1]。

## 疑問点
- 『全国学校総鑑』には当記事の高等学校所在地が「東春日井郡篠岡村下末」と表記されているが[1]、その併設校とされている中部短期大学のそれは「東春日井郡篠岡村下木」と記載されている[3]